# Enchiridion militis Christiani

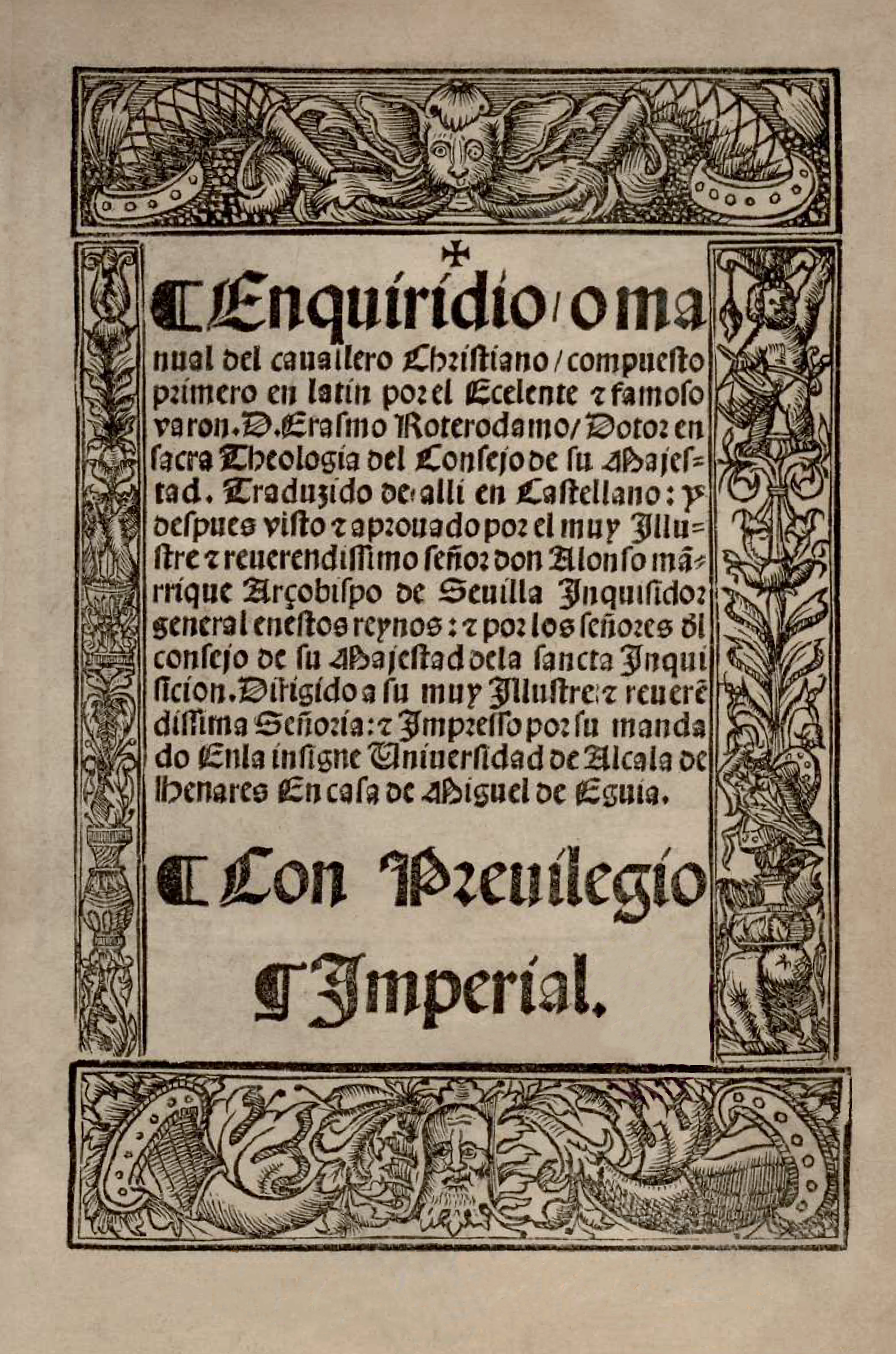
Portada de la edición española, en traducción de Alonso Fernández.

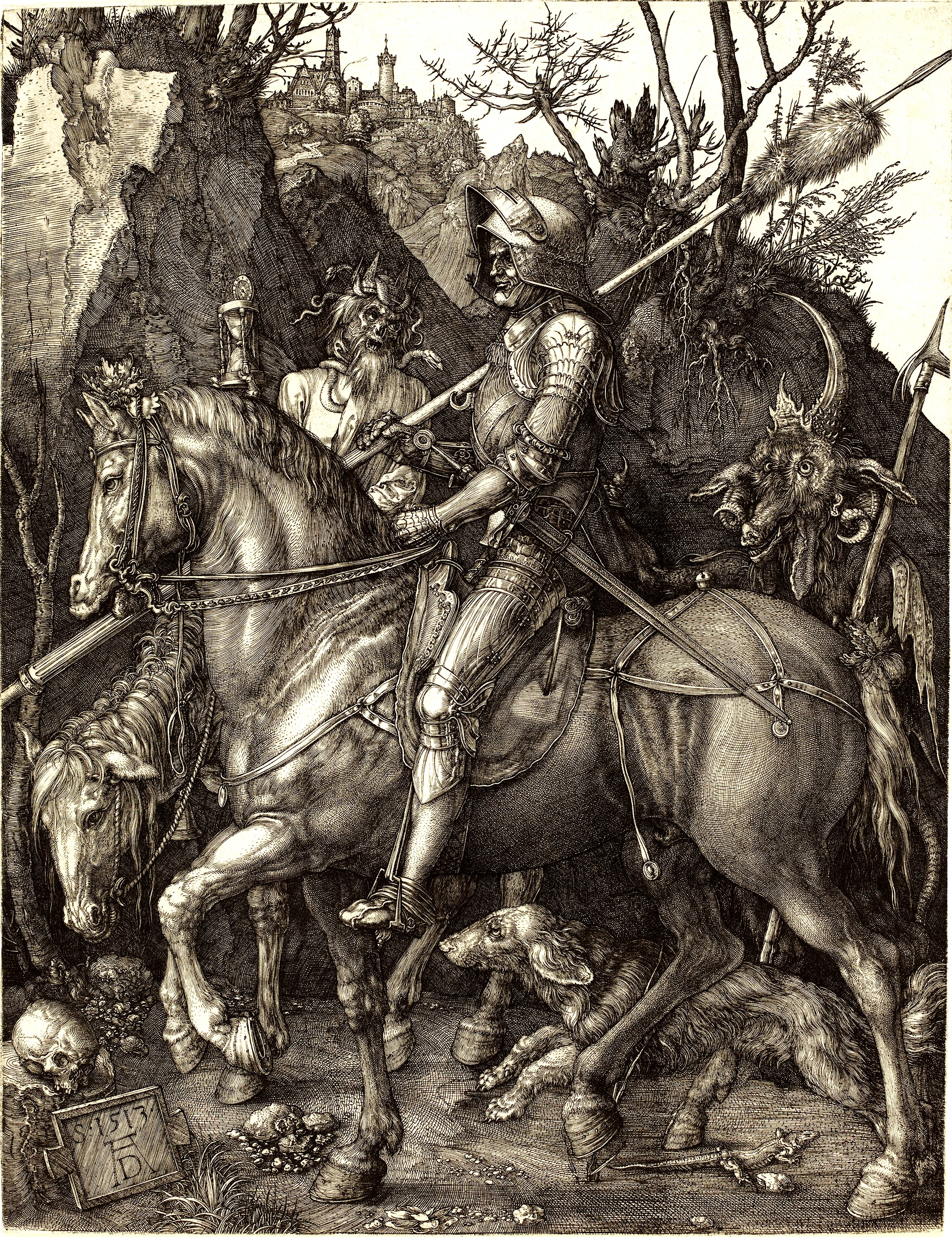
El caballero, la muerte y el diablo (1513), de Durero, deriva su base doctrinal del libro de Erasmo.

El Enchiridion Militis Christiani, también llamado Manual del caballero cristiano, es una obra de Erasmo de Róterdam, de gran importancia en la Europa del siglo XVI. Fue escrito en 1503 y en 1526 su publicó por primera vez en España, "impreso por su mandado en la insigne Universidad de Alcalá de Henares en casa de Miguel de Eguía", tal y como se lee en el colofón del volumen. 
Las ideas básicas del libro son:
- El caballero cristiano debe tener una serie de armas para defenderse en el mundo: conocimiento de la ley de Dios, oración interiorizada...
- Rechazo de las formas externas de culto y, por tanto, de las imágenes.
- Exaltación del juicio propio sobre el de la mayoría.

Se trata de una obra fundamental del erasmismo en la que se dan las claves que para su autor debe seguir el buen cristiano. Según el historiador Pierre Chaunu, fue el libro «más leído, el más frecuentemente editado en los treinta primeros años del siglo XVI» así como el «culmen del evangelismo humanista».